# Vicente García Riestra
Vicente García Riestra (Pola de Siero, 1925-Trélissac, Francia, 9 de mayo de 2019) fue un activista antifascista asturiano. Durante la guerra civil española, y tras el asesinato de su padre y su hermano por parte de las tropas sublevadas, huyó a Barcelona y posteriormente a Francia. Allá, colaboró con la resistencia francesa, motivo por el cual fue detenido, torturado por la Gestapo y deportado al campo de concentración de Buchenwald, donde estuvo preso durante un año y medio. Cuando fue liberado por las tropas norteamericanas, pesaba tan solo 28 kilos.
Debido a su exilio, se le retiró la nacionalidad española y, tras la muerte de Franco, se negó a realizar los trámites para recuperarla, ya que defendía que no tenía por qué reclamar una cosa que era suya. En 1976 finalizó su situación como apátrida, dado que la República francesa le otorgó la nacionalidad de aquel país.
Recibió diversos homenajes, especialmente en su Asturias natal, y el escritor Xuan Santori recogió su biografía en el libro 42.553: Después de Buchenwald. También fue condecorado con la Legión de Honor de Francia.
En el momento de su muerte, era el último superviviente español del campo de concentración de Buchenwald.